# Ristiina
Ristiina est une ancienne municipalité du Sud-Est de la Finlande, dans la région de Savonie du Sud.
Au 1er janvier 2013, les communes de Ristiina et Suomenniemi ont fusionné avec la ville de Mikkeli.

## Histoire
La paroisse fut fondée au milieu du XVIIe siècle. D'abord administrée depuis Vyborg, puis Savonlinna, elle passe dans l'orbite de la nouvelle ville de Mikkeli au milieu du XIXe siècle. À partir des années 1960, la commune a connu un modeste développement industriel, notamment avec l'installation d'une usine de contreplaqué du groupe UPM. Cette petite base industrielle a permis de ralentir la baisse de la population par rapport aux communes uniquement agricoles de la région.
Les peintures rupestres préhistoriques d'Astuvansalmi, à 20 km du centre administratif au bord du lac Saimaa, sont la principale curiosité touristique de la municipalité. Le site appartient à la liste indicative du patrimoine mondial de l'UNESCO.

## Géographie
L'ancienne commune se situe en plein cœur de la région des lacs. Le centre administratif se situe à juste 21 km au sud de la capitale régionale Mikkeli, traversé par la nationale 13 et la nationale 15 qui relient Mikkeli à respectivement Lappeenranta et Kouvola. On compte en tout 74 villages, très majoritairement de petits hameaux. Les champs cultivés sont rares et largement entourés par les forêts.

## Honneur
L'astéroïde (2690) Ristiina porte son nom.